# Popillia gedongensis
Popillia gedongensis är en skalbaggsart som beskrevs av Lin 1988. Popillia gedongensis ingår i släktet Popillia och familjen Rutelidae. Inga underarter finns listade i Catalogue of Life.